# Tumorzentrum
Ein Tumorzentrum hat zum Ziel, die Betreuung von Krebspatienten in einer Region zu koordinieren und dabei für eine dem Stand des medizinischen Wissens entsprechende Diagnostik und Therapie zu sorgen.
Das bedeutet zum einen, dass die unterschiedlichen Fachrichtungen, die Tumorpatienten interdisziplinär betreuen, möglichst reibungslos zusammenarbeiten und sich zum Beispiel regelmäßig zu Fallbesprechungen (Konsilen) treffen.
Die meisten Tumorzentren bieten auch Beratungsstellen für Patienten und Angehörige an. In Deutschland gibt es etwa 45 Tumorzentren. Der Begriff des Tumorzentrums ist nicht geschützt. Weiterhin soll über Fortbildungen für eine schnelle Verbreitung neuer Erkenntnisse bei den Mitarbeitern gesorgt werden. Die Deutsche Krebshilfe ist seit 2007 führend mit ihrem Programm zur Förderung und Initiierung von 'Onkologischen Spitzenzentren' in Deutschland mit dem Ziel einer flächendeckenden Patientenversorgung auf höchstem medizinischem Niveau und nach aktuellem onkologischen Wissensstand.

## Krebsregister
Zum Status eines vom Dachverband „Arbeitsgemeinschaft der Deutschen Tumorzentren e. V.“ anerkannten Tumorzentrums gehört es, ein klinisches Krebsregister zu führen. Im klinischen Krebsregister werden Daten von Krebspatienten der entsprechenden Region gesammelt, ausgewertet und Ärzten und Institutionen, sowie in geeigneter Form auch der Öffentlichkeit vorgestellt. Dadurch können zum Beispiel besondere Risikofaktoren oder Defizite in Diagnostik, Betreuung und Therapie aufgedeckt und Maßnahmen zur Verbesserung der Situation eingeleitet werden. Diese Art der flächendeckenden Krebsregistrierung ist in der Bundesrepublik Deutschland noch nicht gewährleistet.

## Krebsprävention
Im weiteren Sinn gehört auch die Vorbeugung zu den Aufgabengebieten. Wesentlicher Teil jeglicher Prävention ist die Forschung über die Krebsentstehung. Das internationale Netzwerk, organisiert in der International Agency for Research on Cancer, baut in der Bundesrepublik auf das Deutsche Krebsforschungszentrum (DKFZ mit angeschlossenem regionalem Klinikverbund) in Heidelberg.

## Comprehensive Cancer Center
Neben dem Begriff des Tumorzentrums ist seit etwa 2004 nach US-amerikanischem Vorbild der Begriff des Comprehensive Cancer Centers in Deutschland wieder neu eingeführt worden. Dieser war bereits historisch in den 1970er Jahren die Vorlage für die deutschen Tumorzentren. Insofern ist die Aufgabendefinition relativ ähnlich derjenigen der Tumorzentren. Der Schwerpunkt liegt hier zum einen bei einer stärker institutionalisierten Zusammenarbeit in gemeinsamen Einrichtungen unterschiedlicher medizinischer Fachrichtungen (z. B. von Ambulanzen). Zum anderen soll verstärkt klinische Forschung gefördert werden. Forschungsergebnisse aus früherer Grundlagenforschung und bereits anderswo etablierten Standards sollen den Krebspatienten in Deutschland schneller zugutekommen. Das Comprehensive Cancer Center (CCC)-Netzwerk verbindet die 14 Onkologischen Spitzenzentren, um Synergien zu erschließen und Standards abzustimmen.

## Größtes onkologisches Spitzenzentrum in NRW
Das größte onkologische Spitzenzentrum in der Bundesrepublik  entsteht seit Mai 2019 auf Initiative der Stiftung Deutsche Krebshilfe im bevölkerungsreichsten Bundesland NRW durch den Zusammenschluss der vier Universitätskliniken Aachen, Bonn, Köln und Düsseldorf zu einem sogenannten Onkologischen Spitzenzentrum (Comprehensive Cancer Center), gab Krebshilfe-Vorstandsvorsitzender Gerd Nettekoven bekannt. Der Verbund wird mit 6 Millionen Euro für vier Jahre von der Deutschen Krebshilfe gefördert. Über 200 Fachkliniken und Institute arbeiten künftig als „Centrum für Integrierte Onkologie – CIO Aachen Bonn Köln Düsseldorf (ABCD)“ zusammen, um für Betroffene in der großen Region die bestmögliche Krebsversorgung zu gewährleisten, aber auch um aktuelle, innovative Erkenntnisse aus der Krebsforschung zügig in die klinische Praxis zu überführen, erklärte Nettekoven. Das beispielhaft Modell könnte in Zukunft auch in anderen Regionen Deutschlands die Versorgungs- und Forschungslandschaft in der Onkologie nachhaltig präge. „Dies führe zu einer erheblichen Weiterentwicklung der Krebsmedizin sowie einer Patientenversorgung auf höchstem Niveau“.

## Onkologische Spitzenzentren
Bis 2013 hat die Deutsche Krebshilfe zwölf universitäre Tumorzentren in der Bundesrepublik als Onkologische Spitzenzentren ausgezeichnet. Dies erfolgte nach dem Vorbild der amerikanischen Comprehensive Cancer Centers. Seit 2016 werden jährlich bis zu 14 Zentren unterstützt. Die für einen Zeitraum von bis zu vier Jahren bereitgestellten Fördermittel aus Spendengeldern betragen je Spitzenzentrum insgesamt drei Millionen Euro.
Seit April 2018 arbeiten alle von der Deutschen Krebshilfe in der Bundesrepublik geförderten onkologischen Spitzenzentren sowie zwei universitäre Krebszentren im „Nationalen Netzwerk Genomische Medizin“ (nNGM) in Köln mit dem Ziel zusammen, bundesweit allen Patienten mit fortgeschrittenem Lungenkrebs „Zugang zu molekularer Diagnostik und innovativen Therapien“ zu sichern.